# Mosquée Koutoubia
Ne doit pas être confondu avec Koutoubia (entreprise).
La mosquée Koutoubia (arabe : الكتبية ; en tachelhit : ⵜⴰⴽⵯⵜⴱⵉⵜ,) est un édifice religieux construit au XIIe siècle à Marrakech, Maroc. Elle est la plus grande mosquée de la ville. Son architecture et son décor ascétique reflètent l'art des Almohades.
Une première mosquée fut commandée en 1148 par le sultan Almohade Abdelmoumen après avoir conquis Marrakech. Une deuxième version de taille semblable sera construite vers 1158 après démolition de la première version.
L'actuelle mosquée Koutoubia fut cependant édifiée par le sultan Abu Yusuf Yaqub al-Mansur,, autour de 1199 après que les premières versions aient été détruites pour corriger l’alignement de la qibla. Le minaret de  77 mètres est décoré de différents motifs géométriques et surmonté d'une flèche et d'orbes métalliques. Il a probablement inspiré d'autres bâtiments tels que la Giralda de Séville et la tour Hassan de Rabat, qui ont été construits peu de temps après à la même époque,,,. Le minaret est également considéré comme un repère urbain et un symbole important de Marrakech.

## Étymologie

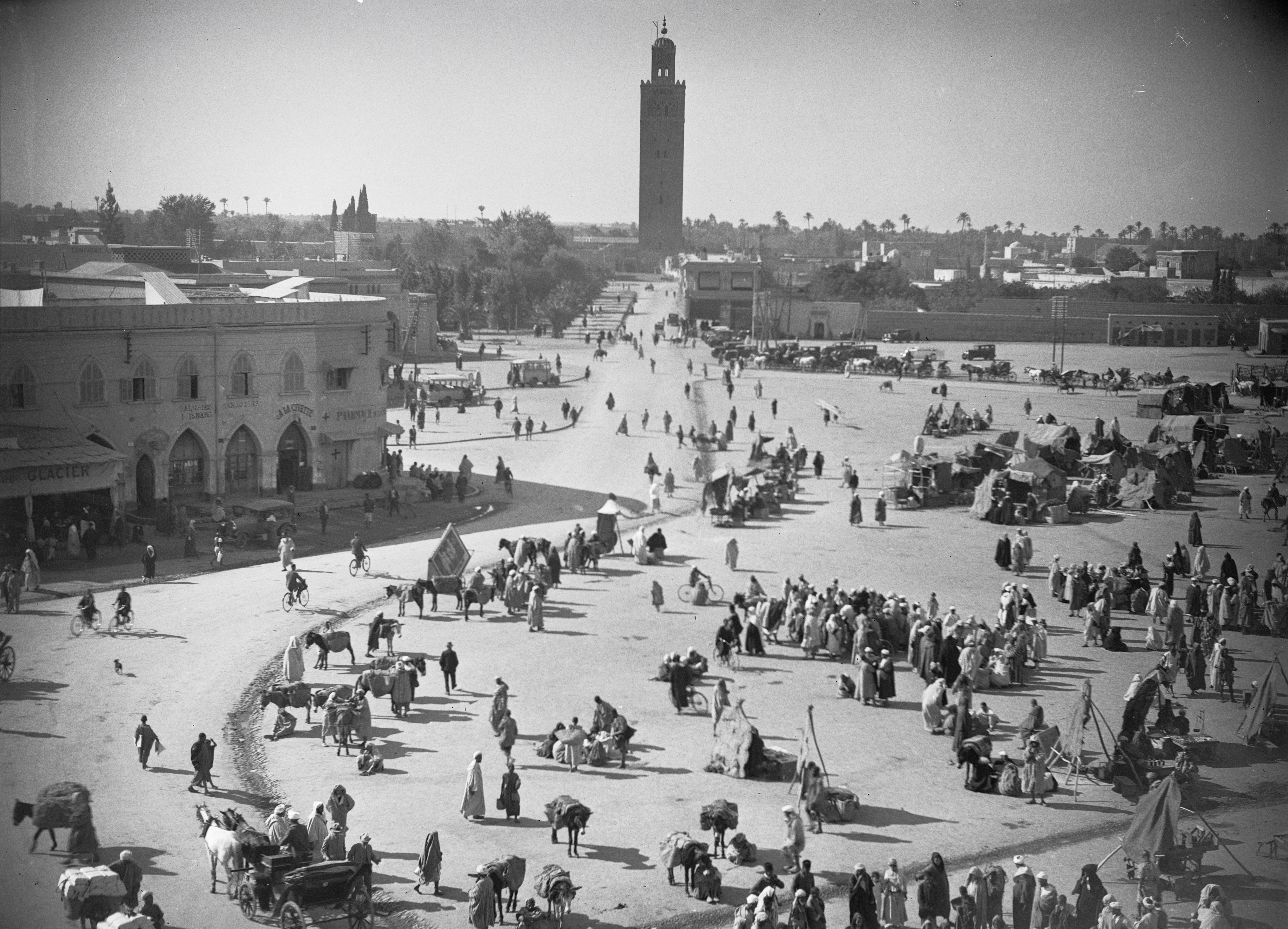
Le minaret de la Koutoubia depuis la place Jamaa Elfna

Le nom Koutoubia vient du mot arabe kutubiyyin (كُتُبيين), qui signifie « libraires ». La rue sur laquelle se trouve la mosquée servait de lieu de commerce de livres.

## Géographie

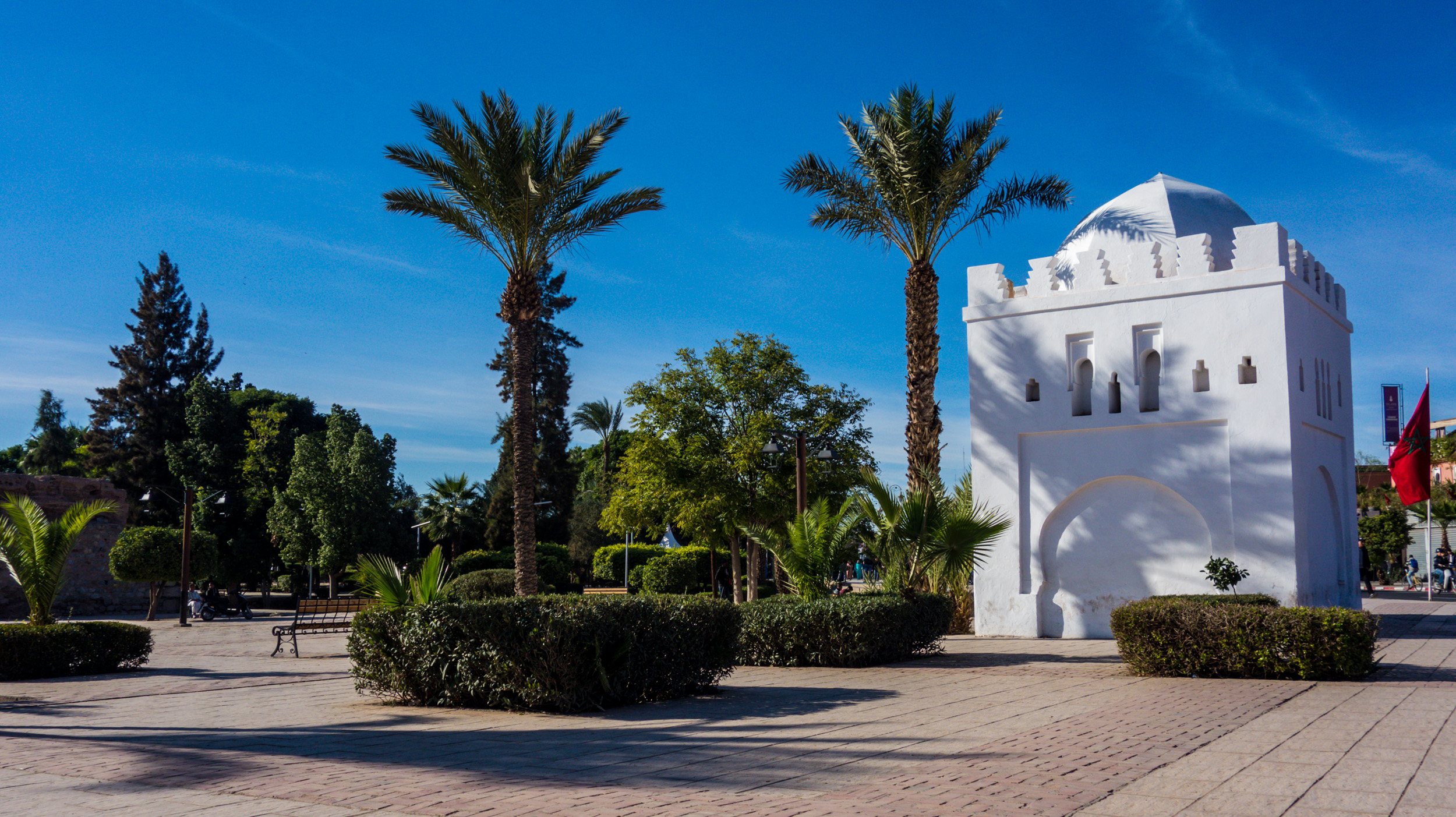
Mausolée de Lalla Zahra sur l'esplanade.

La mosquée se trouve à 200 mètres au sud de la place Jamaa El Fna, marché historique de la ville. Elle est bordée par l’avenue Mohamed VI au nord et par l’avenue Hommane Al Fatouaki au sud. Autour de la mosquée se trouve le cimetière Sidi Ali Bel Kacem, des jardins, le Parc Lalla Hasna et  l’ancien consulat de France, devenu résidence du consul. Le mausolée de Youssef Ben Tachfine, complété en 1126, se trouve au nord sur l’avenue Hommane Al Fatouaki.
Sur l'esplanade de la mosquée, on peut observer la Koubba (Dôme) de Lalla Zohra, tombe de Fatima-Ezzohra Bent Alkouch ou Alkouchia, sainte de Marrakech morte au XVIIe siècle.

## Histoire

### Contexte historique entre Almoravides et Almohades
Marrakech fut fondée en 1070 par le sultan Almoravide Youssef Ben Tachfine et Zaynab Nefzaouia. En 1147, le sultan Almohade Abdelmoumen conquiert la ville. Les Almohades firent de Marrakech leur capitale mais refusèrent l’héritage culturel et religieux des Almoravide qu’ils considéraient hérétiques. Ils détruisirent un grand nombre de mosquées prétextant une mauvaise orientation vers la Mecque.
Soucieux de déplacer la centralisé urbaine à proximité de la Kasbah Almohade, lieu de pouvoir, Abdelmoumen fit construire une nouvelle mosquée .

### Une première mosquée

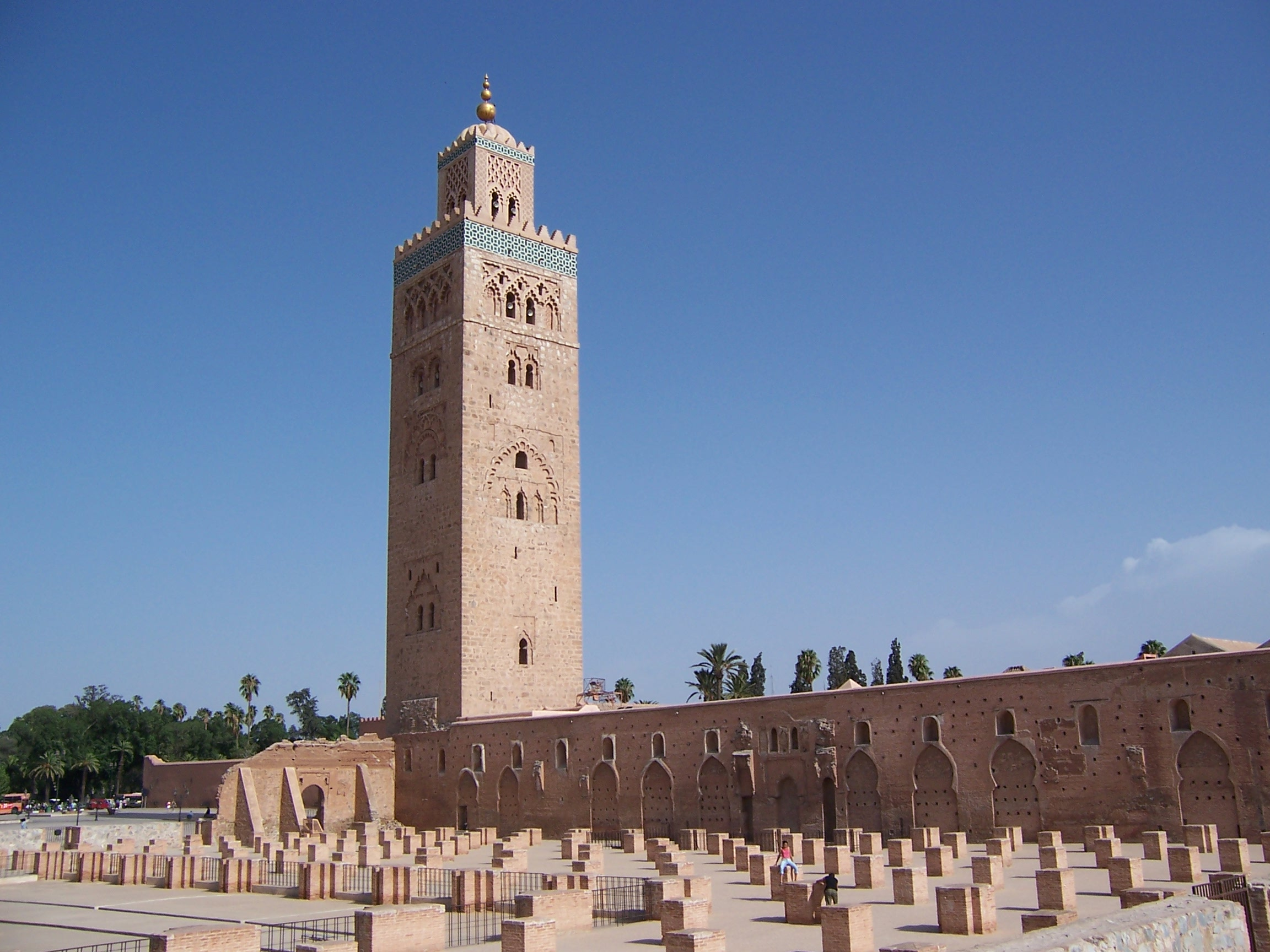
La Koutoubia et les vestiges de la première mosquée.

« ….Le calife (Abdelmoumen) y fit construire une mosquée impressionnante puis y ajouta au côté sud une autre semblable si ce n’est plus grande sur ce qui était un palais et fit dresser entre les deux ce monumental minaret incomparable dans le monde musulman…  Son fils et successeur Yacoub Al Mansour acheva sa construction…»

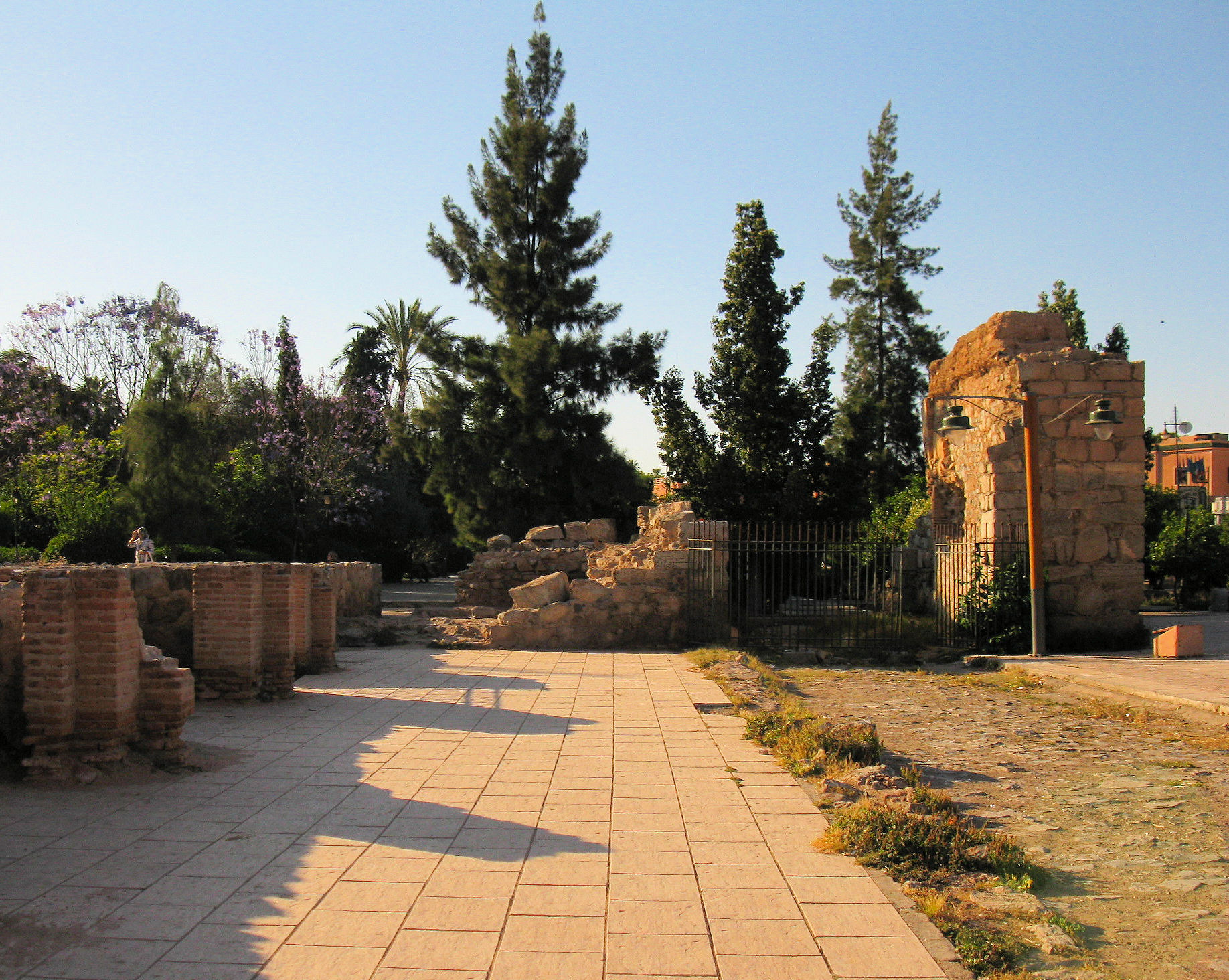
Les traces de Bab Ali (à droite), une porte en pierre construite en 1126 par Ali ibn Yusuf pour le palais almoravide fortifié Ksar el-Hajjar.

Une première version de la mosquée sera initiée par le sultan Almohade Abdelmoumen en 1146, après son entrée à Marrakech. Elle fut construire sur l'ancien palais Almoravide, Ksar el-Hjar dont on peut encore voir des fragments actuellement . On sait avec certitude que la mosquée a été fonctionnelle. La date de l'achèvement de la première mosquée est inconnue mais est estimée par les historiens aux environs de 1157 car c'est à cette date qu'un célèbre exemplaire du Coran calligraphié par le calife Othman, précédemment conservé dans la Grande Mosquée de Cordoue, fut transféré à la mosquée,,. Abdelmoumen y a également transféré  le célèbre minbar almoravide de la mosquée Ben Youssef, initialement commandé par Ali Ben Youssef à un artisan de Cordoue. Cette mosquée était imprégnée d'un grand symbolisme politique et religieux étant étroitement associée à la dynastie almohade au pouvoir. Elle comportait subtiles références à l'ancien califat omeyyade de Cordoue, dont la grande mosquée était un modèle pour une grande partie de l'architecture marocaine et mauresque ultérieure,,.

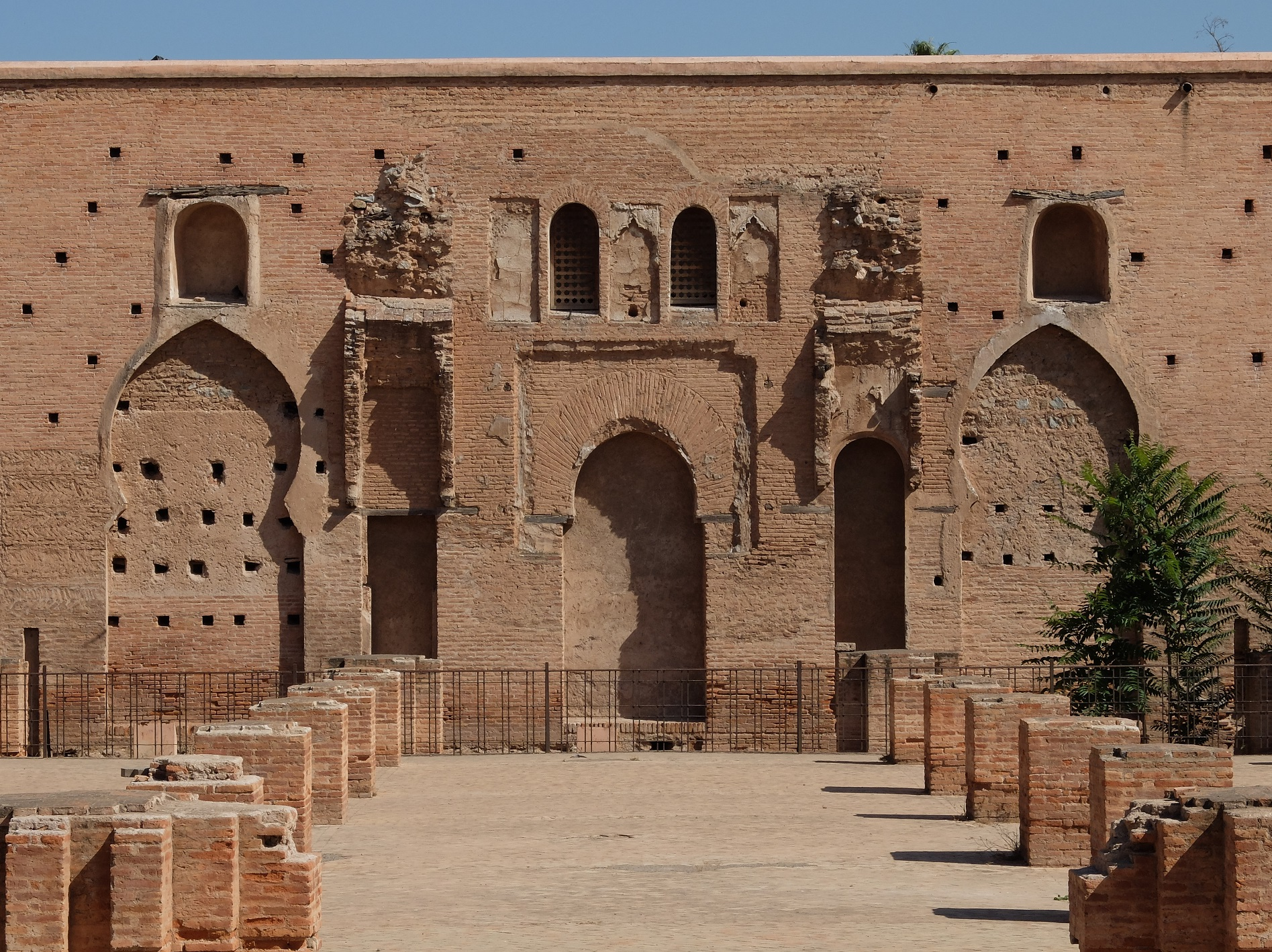
Vestiges du Mihrab de la première mosquée située sur la face extérieur du mur nord.

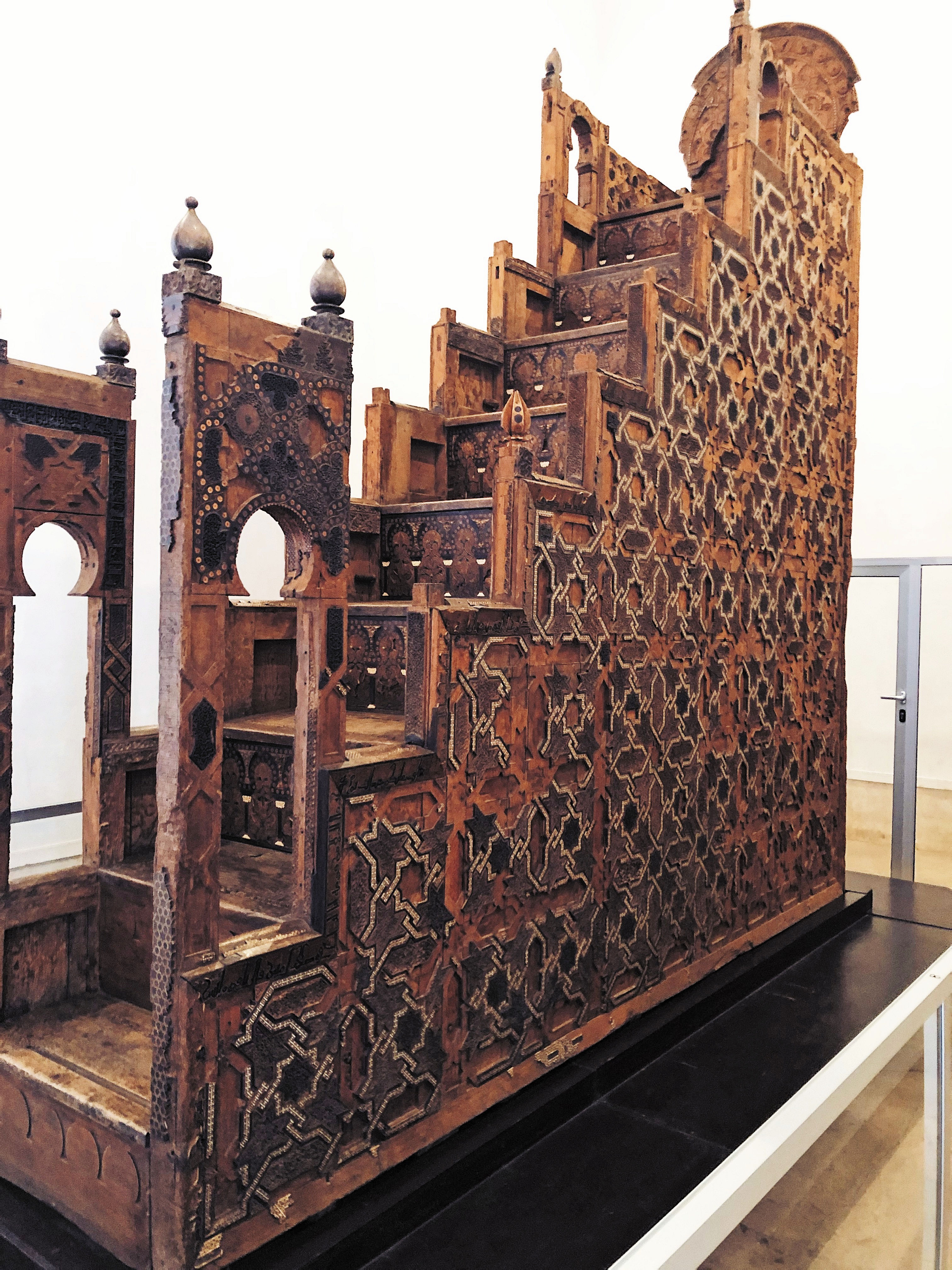
Le minbar almoravide de la mosquée Ben Youssef restauré et exposé au palais Badii.

La mosquée semblait reliée au palais royal adjacent via un passage (sabat) qui permettait au sultan almohade d'y accéder directement depuis son palais  (système semblable au passage existant entre le palais du calife et la Grande mosquée de Cordoue),. Ce passage a probablement traversé l'habitation de l'imam derrière le mur sud-est de la qibla et peut donc avoir disparu lorsque la deuxième mosquée a été construite au-dessus de cette zone. Des fouilles archéologiques ont également confirmé l'existence dans la première mosquée Koutoubia d'un mécanisme quasi légendaire qui permettait à la maqsura en bois (un écran séparant le sultan et son entourage du reste de la foule lors des prières) de monter d'une tranchée creusée dans le sol de manière semi-automatique puis se rétracter de la même manière,. Un autre mécanisme semi-automatisé permettait au minbar d'émerger et d'avancer de sa chambre de stockage (à côté du mihrab). Le fonctionnement exact du mécanisme est inconnu mais peut avoir reposé sur un système caché de contrepoids.
Certains historiens ont suggéré qu'un ancien bastion de la kasbah almoravide (Ksar el-Hajjar)  aurait servi de minaret à la mosquée. Ses vestiges sont visibles à l'angle nord-est de la mosquée,.

### Une seconde mosquée: La Koutoubia actuelle
Abdelmoumen fit construire une deuxième mosquée adjacente au côté sud-est de la première. La raison de cette décision est obscure,. Une première hypothèse suppose que ce serait à la suite de la découverte de la mauvaise orientation de la première selon les critères Almohades. La deuxième mosquée est en effet orientée de deux degrés plus au sud par rapport à la première,. Cette différence d'orientation s'explique peut-être par le fait que la première mosquée ait été alignée avec les murs du Ksar El Hjar et que cela ait été jugé suffisant à l'époque, mais que l'alignement de la deuxième mosquée correspondait plus étroitement à celui de la mosquée de Tinmel (monument almohade important qui avait été construit entre-temps.), Il existe plusieurs autres hypothèses pour expliquer cette action : Une volonté de doubler la taille du bâtiment pour le rendre encore plus statutaire, augmenter la capacité d'accueil des croyants face à une population croissante, ou encore consacrer exclusivement un des deux bâtiments à l'élite dirigeante.

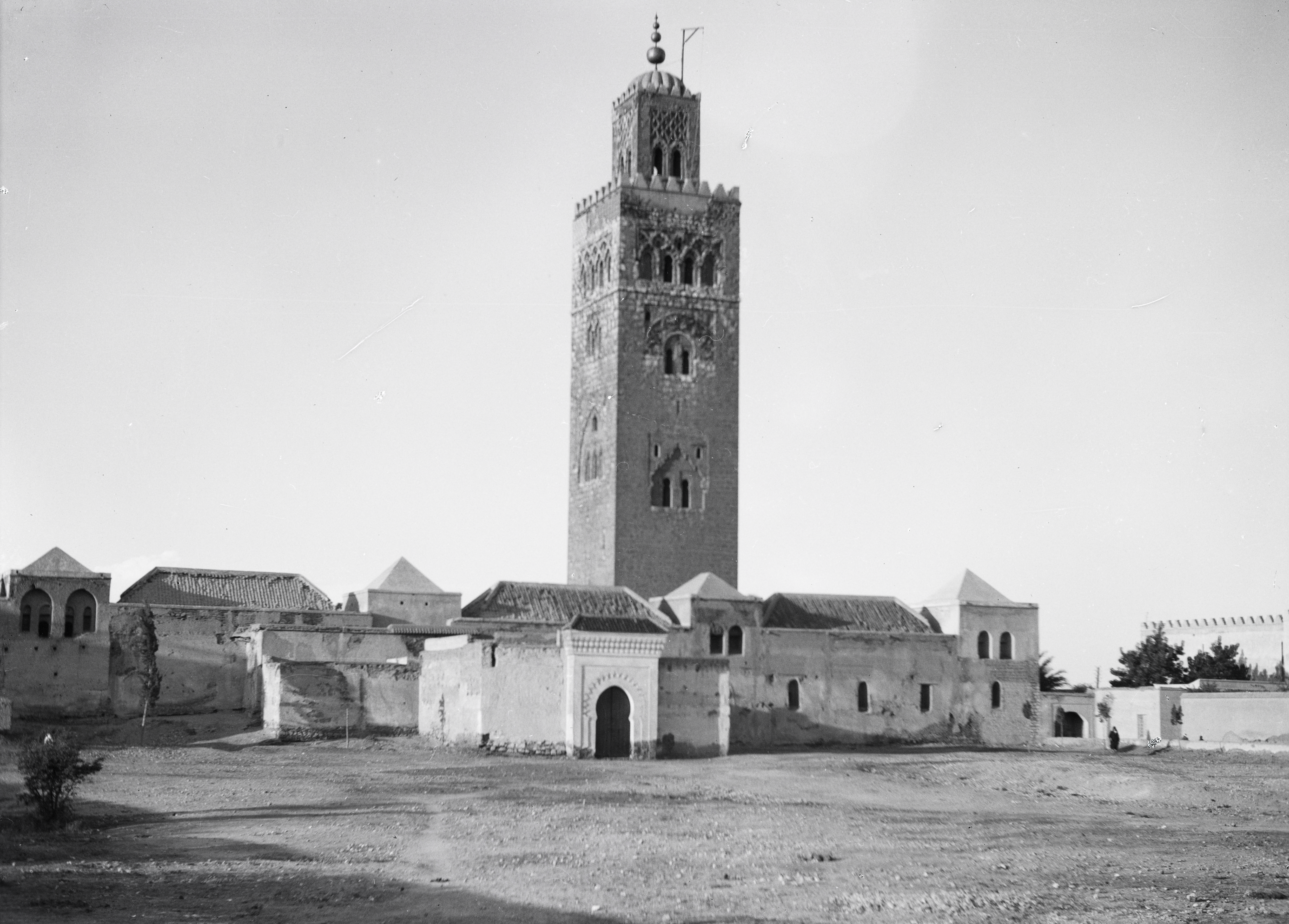
La Koutoubia en 1931.

Les dates de construction de la deuxième mosquée ne sont pas non plus fermement établies. Une chronique historique, rapportée par al-Maqqari, affirme que les travaux de construction de la deuxième mosquée ont commencé en mai 1158 (Rabi 'al-Thani 553 AH). Elle a été inaugurée lors de la première prière du vendredi de septembre 1158,. Cependant, cette période de construction semble peu plausible : il est probable que la construction ait duré plus longtemps,.

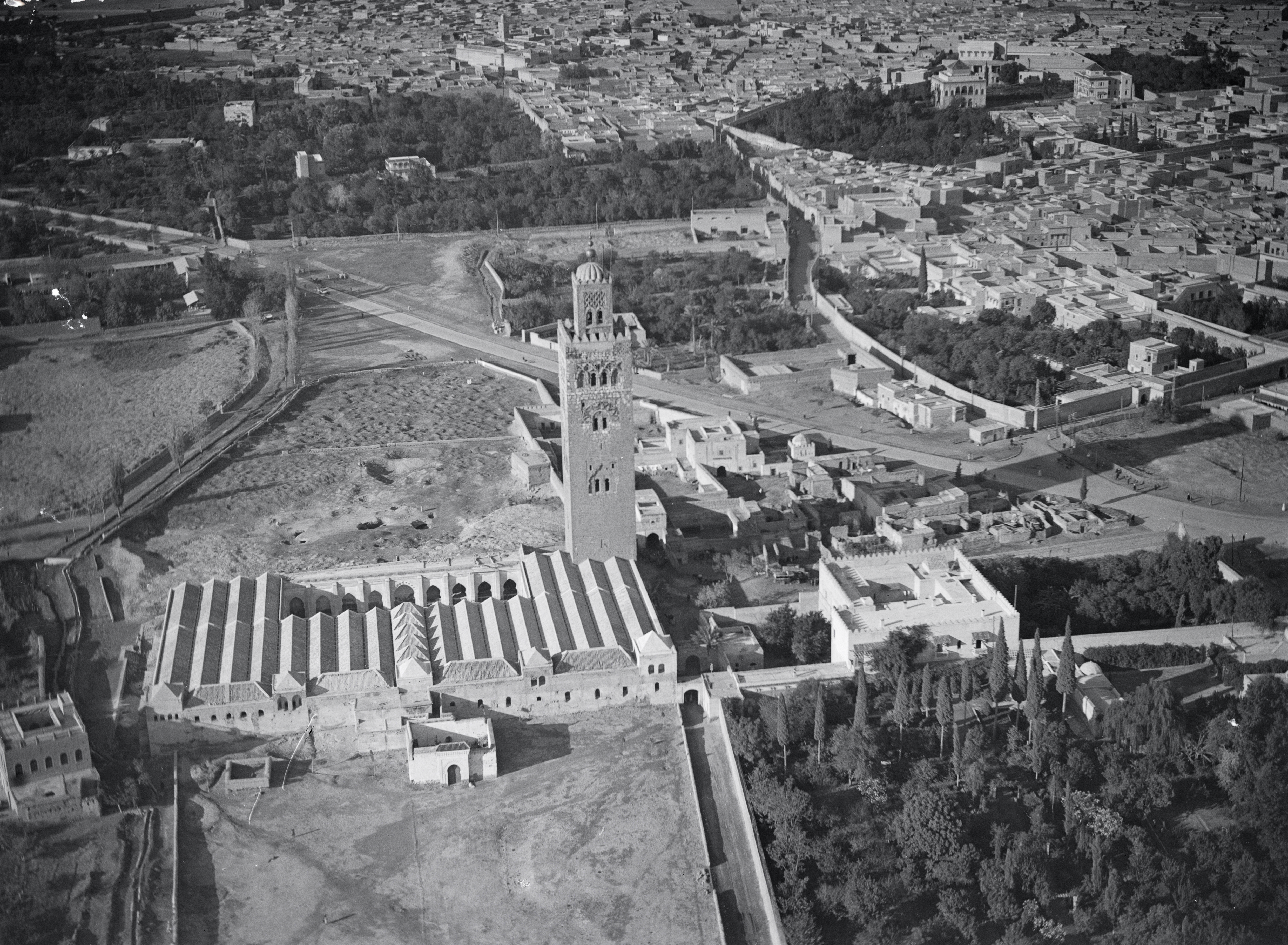
Vue aérienne de la mosquée en 1931.

Comme évoqué auparavant, on ne connait pas les circonstances de la destruction de la première mosquée fussent-elles volontaires ou s'est-elle détériorée avec le temps faute d'entretien. Les chercheurs pensent que les deux mosquées ont probablement coexisté pendant un certain temps formant ainsi une seule grande mosquée,. Par exemple, le minaret actuel de la mosquée semble avoir été intégré dans le tissu des deux mosquées comme en témoignent les vestiges d'une arcade appartenant à la première mosquée et pourtant toujours intégrée à la base du minaret aujourd'hui. Gaston Deverdun a suggéré dans son livre de 1959 sur l'histoire de Marrakech la possibilité que la première mosquée ne fut abandonnée qu'après la construction d'une nouvelle citadelle royale par Yacoub el Mansour plus au sud(actuel quartier de la Kasbah). Dans le cadre de cette citadelle, la nouvelle mosquée de la Kasbah avait été achevée en 1190 et servit par la suite de mosquée principale du calife et de son entourage. L'ancienne mosquée serait devenue inutile. Il existe une possibilité qu'elle fut démantelée et que ses matériaux furent utilisés dans la construction de la nouvelle kasbah et de sa mosquée,.
Le célèbre minaret de la mosquée n'est pas non plus daté avec certitude. Certaines sources historiques l'attribuent à Abdelmoumen (qui régna jusqu'en 1163) tandis que d'autres l'attribuent à Yacoub El Mansour (qui régna entre 1184 et 1199). Le scénario le plus plausible selon certains historiens dont Deverdun est que le minaret a été initié avant 1158 et en grande partie construit par Abdelmoumen ou tout au moins conçu sous ses ordres tandis qu'Yacoub El Mansour acheva ce travail en y ajoutant la petite partie en forme de lanterne à son sommet vers 1195,.
Hormis son orientation, la mosquée actuelle est à peu près identique à la première à quelques détails près. Le plan, les dimensions et les matériaux utilisés sont à peu près les mêmes. La nouvelle mosquée était cependant légèrement plus large que la première. Le plan d'étage de la mosquée est également irrégulier en raison du fait que son mur nord est l'ancien mur sud de la première mosquée bifurquant de deux degrés par rapport à la deuxième mosquée comme expliqué précédemment.
La Koutoubia et son minaret deviendront une référence de l'architecture maroco-andalouse et serviront de modèle à deux autres monuments : la tour Hassan de Rabat (Une mosquée monumentale par Yacoub El Mansour qui restera inachevée) ainsi que la Giralda de Séville dont le minaret est semblable à celui de la Koutoubia,.

### L'orientation vers la qibla entre almohades et almoravides
La question de l'orientation de la Koutoubia et d'autres mosquées almohades (et même des mosquées islamiques médiévales en général) est une question complexe et problématique. Les almohades détruiront un certain nombre de mosquée almoravide sous le couvert d'une Qibla (orientation vers la Mecque) incorrect. Ils lui préférèrent une orientation omniprésente dans les mosquées de l'époque au Maroc et en Andalousie allant plus vers le Sud. En réalité, cette orientation s'éloignait encore plus de la véritable Qibla connue et utilisée aujourd'hui dans les mosquées modernes. La véritable orientation de la Qibla à Marrakech est de 91° degrés d'azimut depuis le nord. Les Almohades utilisaient une qibla comprise entre 151° et 159°. Plus tard, cette erreur sera corrigée notamment au niveau de la mosquée Ben Youssef orientée à 88°.
La Qibla Almohade était la même que pour la grande mosquée de Cordoba et la mosquée d'Al Quaraouiyine à Fès, tous deux construits entre le début du VIIIe siècle et la fin du IXe siècle,. Cette qibla traditionnelle était basée sur un hadith du prophète Mahomet qui déclarait que "ce qui est entre l'est et l'ouest est une qibla" (très probablement en référence à son séjour à Médine, au nord de la Mecque) ce qui fut utilisé pour légitimer cette qibla au sud,. Cette pratique peut également avoir cherché à reprendre l'orientation des murs du bâtiment rectangulaire de la Kaaba suivant une autre tradition considérant que chaque mur est associé à une partie différente du monde. La face nord-ouest de la Kaaba était associée à Al Andalous. Par conséquent, la Grande Mosquée de Cordoue était orientée vers le sud-est comme si elle faisait face à la façade nord-ouest de la Kaaba, avec son axe principal parallèle à l'axe principal de la structure de la Kaaba (qui était orienté du sud-est au nord-ouest). Ce résultat a été obtenu en utilisant des alignements astronomiques pour reproduire l'orientation de la Kaaba,,.
Cela étant dit, les scientifiques musulmans médiévaux possédaient des connaissances mathématiques suffisantes pour calculer une qibla plus ou moins précise,. Une qibla plus à l'est (qui pointe approximativement vers La Mecque) était déjà évidente dans la mosquée royale de Madinat al-Zahra (dans la banlieue de Cordoue) construite plus tard au Xe siècle ainsi que dans l'orientation de la première version almoravide de la mosquée Ben Youssef estimée à 103° Les Almohades ont apparemment choisi une qibla qu'ils considéraient comme plus ancienne ou traditionnelle conforme à celle de la Grande Mosquée de Cordoue. Il n'a jamais été déterminé s'il s'agissait d'un acte scientifique et raisonné ou d'une manière de se différencier des Almoravides,,.

### La Koutoubia aujourd'hui
La mosquée et son minaret ont été restaurés à la fin des années 1990,. En 2016, la mosquée a été équipée de panneaux solaires, de chauffe-eaux solaires et de lampes LED écoénergétiques dans le cadre d'un effort visant à augmenter l'utilisation d'énergies renouvelables dans les mosquées au Maroc.

#### Séisme de Septembre 2023
Le 8 septembre 2023, un tremblement de terre d'une magnitude Mw = 6,8 frappe la mosquée et l'endommage.
Les secousses ont provoqué des fissures dans la structure séculaire de l’édifice.

## Description de la Koutoubia
Elle  s'organise sur un plan en « T ».
Cette tradition existe depuis la construction de la grande mosquée de Kairouan au IXe siècle, et se retrouve également en Espagne. Il s'agit en fait d'un plan arabe hypostyle, c’est-à-dire comportant une grande cour entourée d'un portique et une salle de prière à colonnes. Les nefs sont perpendiculaires au mur de qibla, celle du centre étant plus large ; et la travée qui longe le mur qibli est également magnifiée, ce qui forme un T, d'où le nom. Le mihrab est traité comme une niche très profonde, et le minaret, haut de 77 m, est de section carrée, selon la tradition de l'occident musulman.
Ses 17 nefs, soutenues par de nombreux piliers blancs, abritent l'une des plus vastes salles de prière de l'Occident musulman (90 × 60 m) pouvant accueillir jusqu'à vingt mille fidèles. Le bâtiment a été restauré dans l'esprit du monument original en 1990, sous l'autorité du ministère de la Culture marocain.
La dynastie almohade patronnait une architecture assez austère, reflétant un certain ascétisme. La mosquée Koutoubia ne fait pas exception : sa sobriété se remarque par son dépouillement. Les arcs employés peuvent être outrepassés ou polylobés, mais restent nus.
Le minaret est plus tardif (achèvement en 1196), est plus décoré : on remarque notamment un important travail d'arcs entrelacés (sebka). Il est surmonté de trois boules de cuivre doré qui symboliseraient les trois mosquées de l'Islam Kaaba (La Mecque), Médine, et Jérusalem. Il servit, entre autres, de modèle pour la Giralda de Séville.
Le décor extérieur du minaret est différent sur les quatre faces : peinture sur enduit à ornements floraux et épigraphiques, réseau d'entrelacs en relief où s'intercalent les peintures, bandeau de faïences à filet blanc sur fond turquoise, arcatures parfois entremêlées. Il est construit en grès schisteux originaire des carrières du Guéliz. Admirablement proportionné : 12,80 de côté pour 69 de hauteur avec le lanternon (77 m jusqu'à la pointe de la flèche), avec un mur extérieur de 2,50 m.
Au centre de la tour, un noyau extérieur abrite six salles superposées. Autour de celle-ci, une rampe en pente douce mène au chemin de ronde.
La plate-forme est entourée d'un chemin de ronde protégé par une balustrade dentelée de merlons.
Le lanternon, haut de 16 m, apparaît comme un second minaret posé sur le premier. Il est surmonté d'une tige de métal à laquelle sont fixées quatre boules dorées de taille décroissante, la plus grosse ayant 6 m de diamètre. Elles sont faites de plaques de cuivre doré rivées entre elles.

### Minbar

#### Description
La mosquée des libraires a abrité jusqu’en 1962 un magnifique minbar, considéré comme l’un des joyaux de l’art marocain en matière de sculpture sur bois et de marqueterie. Commencée à Cordoue en 1137, la fabrication de cette chaire de prière, commandée par le sultan Ali Ben Youssef, a duré huit ans. Transporté à Marrakech et installé dans la mosquée d’Ali, le minbar a ensuite été déplacé vers la mosquée des libraires.
Déjà décrit en 1381 comme une « œuvre de perfection », le minbar de la mosquée de la Koutoubia est un ouvrage exceptionnel, composé d'un millier de pièces de cèdre, incrustées d'argent et ornées de marqueteries de santal et d'ébène et de calligraphies sculptées. La facture du décor, extrêmement fin, témoigne d'un goût notable pour la polychromie. Dissimulé dans une niche située à proximité du mihrab, il en était sorti tous les vendredis pour la prière au moyen d’un astucieux système de cordages invisibles destiné à impressionner les fidèles.
Retiré de la mosquée en 1962 pour motif de préservation, il a fait l’objet en 1997-1998 d’une minutieuse restauration, qui lui a permis de retrouver son éclat d’origine, il est aujourd'hui visible dans un petit bâtiment situé à l’angle nord-est du palais El Badi.

## Galerie photos

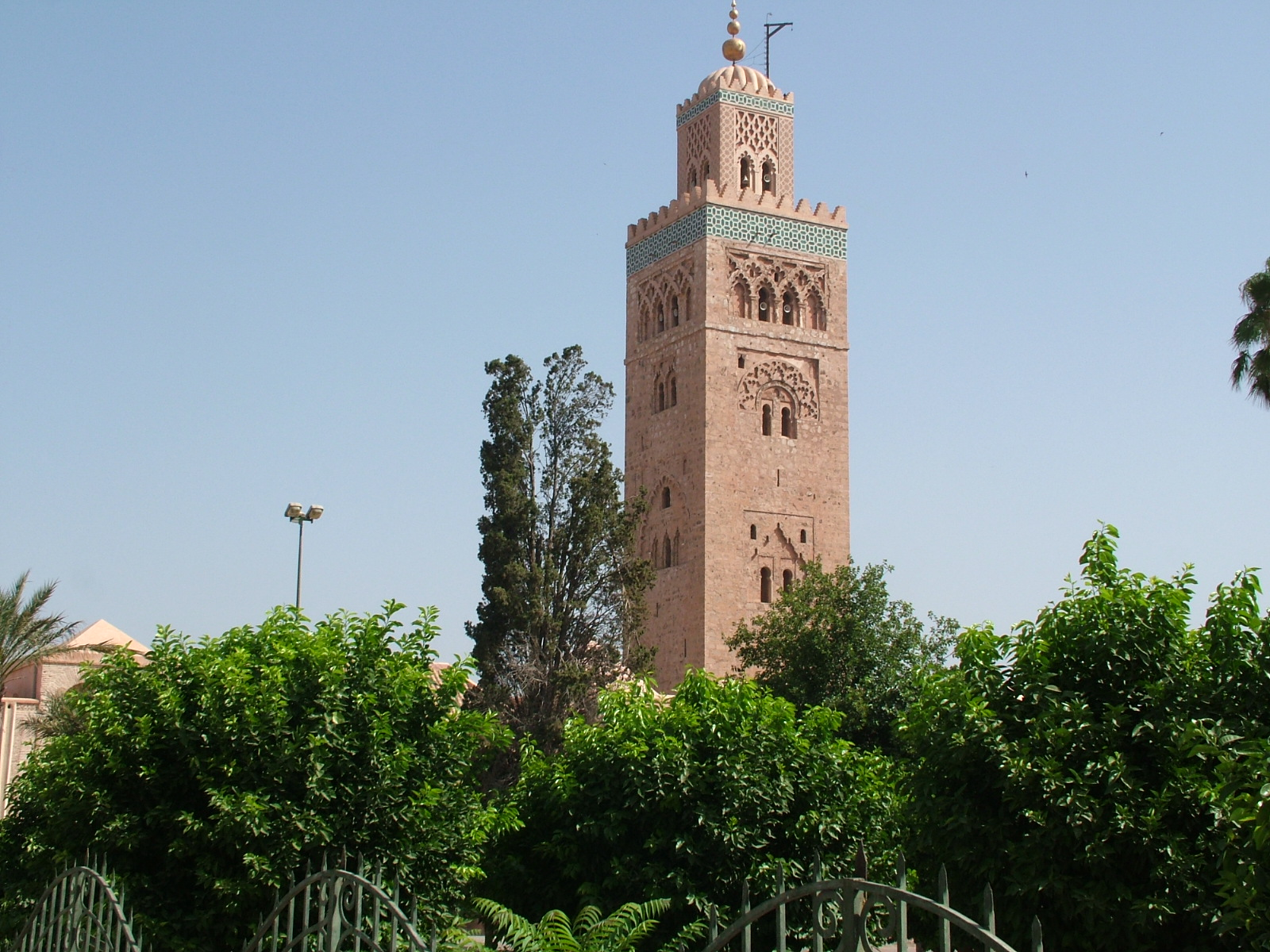
Vue du minaret de la mosquée Koutoubia
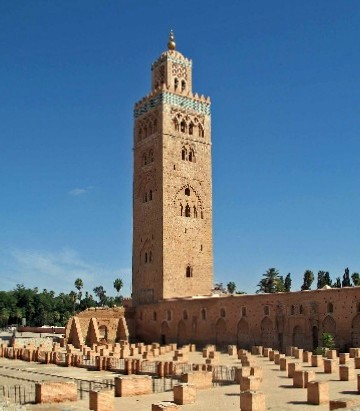
Esplanade de la mosquée
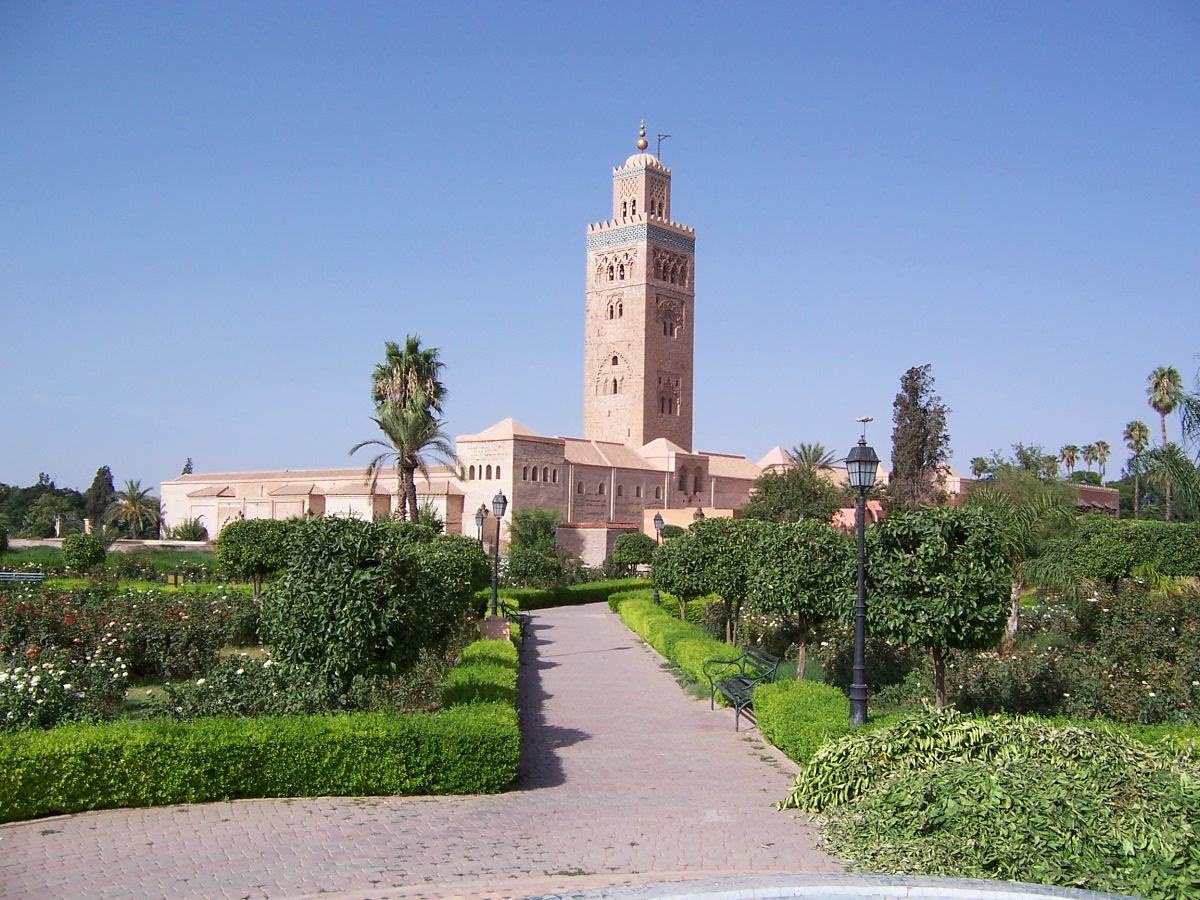
Jardins de Koutoubia
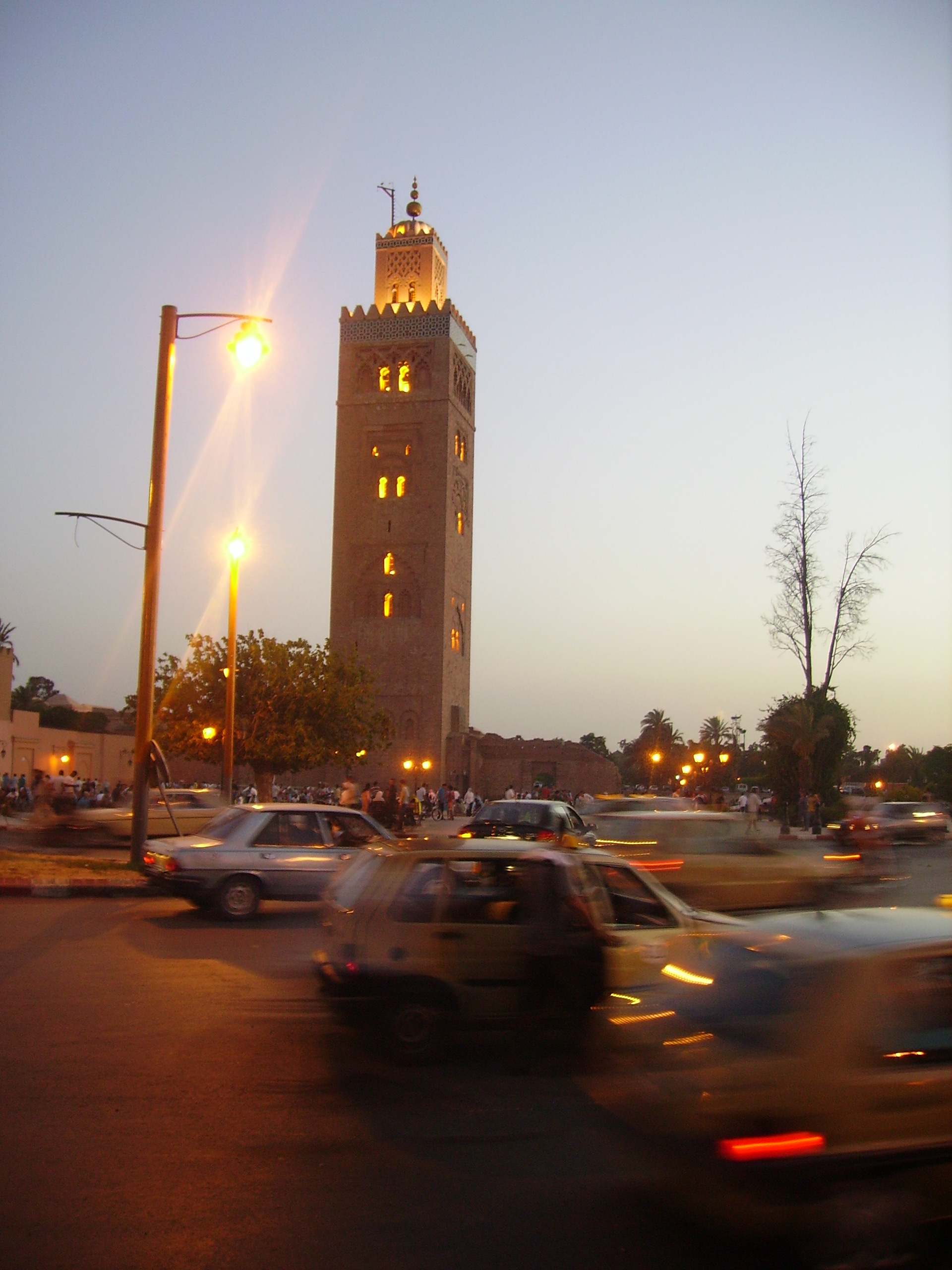
La Koutoubia prise le soir à partir de l'avenue Mohammed V la longeant